# Salmo 33
El salmo 33  es, según la numeración hebrea, el trigesimotercer salmo del Libro de los salmos de la Biblia. Corresponde al salmo 32 según la numeración de la Biblia Septuaginta griega, empleada también en la Vulgata latina. Por este motivo, recogiendo la doble numeración, a este salmo también se le refiere como el salmo 33 (32).

## Contenido
En la serie International Critical Commentary , Charles y Emilie Briggs lo describieron de la siguiente manera: «El Salmo. 33 es un cántico de alabanza. (1) Un llamado a adorar en el templo con cánticos, música y gritos (v. 1-3 ), a causa de la justicia y bondad de Yahweh (v. 4-5 ). (2) Toda la humanidad está llamada a temer a Yahweh, el Creador de todas las cosas y el que dispone de todas las naciones (v. 6-10 ). (3) Yahveh desde su trono celestial inspecciona a toda la humanidad (v. 13-15 ); y la victoria no se debe a los ejércitos ni a los guerreros (v. 16-17 ). (4) Él libra a los que le temen (v. 18-19 .); por tanto, su pueblo lo anhela, se alegra en él y confía en su nombre para la victoria (v. 20-22 ). Una glosa elogia los planes de Yahveh como eternamente seguros, y también la felicidad de su pueblo (v. 11-12 )».
El Salmo 33 no contiene una atribución a ningún autor en particular en el texto hebreo, aunque la Septuaginta griega se lo atribuye a David. Los Briggs sugieren que se remonta a la época de los Macabeos.

## Texto
La siguiente tabla muestra el texto en hebreo del salmo con vocales, junto con el texto en griego koiné de la Septuaginta  y la traducción al español de la Versión del Rey Jacobo. Tenga en cuenta que el significado puede diferir ligeramente entre estas versiones, ya que la Septuaginta y el texto masorético provienen de tradiciones textuales diferentes.  En la Septuaginta, este salmo está numerado como Salmo 32.
| #  | Hebreo                                       | Español                                                                                                   | Griego                                                                                              |
| -- | -------------------------------------------- | --- | --------------------------------------------------------------------------------------------------- |
| 1  | רַנְּנ֣וּ צַ֭דִּיקִים בַּֽיהֹוָ֑ה לַ֝יְשָׁרִ֗ים נָאוָ֥ה תְהִלָּֽה׃          | Alegraos en el Señor, oh justos, porque la alabanza es digna de los rectos.                               | Τῷ Δαυΐδ. - ΑΓΑΛΛΙΑΣΘΕ, δίκαιοι, ἐν Κυρίῳ· τοῖς εὐθέσι πρέπει αἴνεσις.                              |
| 2  | הוֹד֣וּ לַיהֹוָ֣ה בְּכִנּ֑וֹר בְּנֵ֥בֶל עָ֝שׂ֗וֹר זַמְּרוּ־לֽוֹ׃          | Alabad al Señor con el arpa; cantadle con el salterio y el instrumento de diez cuerdas.                   | ἐξομολογεῖσθε τῷ Κυρίῳ ἐν κιθάρᾳ, ἐν ψαλτηρίῳ δεκαχόρδῳ ψάλατε αὐτῷ.                                |
| 3  | שִֽׁירוּ־ל֭וֹ שִׁ֣יר חָדָ֑שׁ הֵיטִ֥יבוּ נַ֝גֵּ֗ן בִּתְרוּעָֽה׃           | Cantadle un cántico nuevo; tocad con habilidad y con gran ruido.                                          | ᾄσατε αὐτῷ ᾆσμα καινόν, καλῶς ψάλατε αὐτῷ ἐν ἀλαλαγμῷ.                                              |
| 4  | כִּֽי־יָשָׁ֥ר דְּבַר־יְהֹוָ֑ה וְכׇל־מַ֝עֲשֵׂ֗הוּ בֶּאֱמוּנָֽה׃            | Porque la palabra del Señor es recta, y todas sus obras se hacen con verdad.                              | ὅτι εὐθὴς ὁ λόγος τοῦ Κυρίου, καὶ πάντα τὰ ἔργα αὐτοῦ ἐν πίστει·                                    |
| 5  | אֹ֭הֵב צְדָקָ֣ה וּמִשְׁפָּ֑ט חֶ֥סֶד יְ֝הֹוָ֗ה מָלְאָ֥ה הָאָֽרֶץ׃           | Él ama la justicia y el juicio; la tierra está llena de la bondad del Señor.                              | ἀγαπᾷ ἐλεημοσύνην καὶ κρίσιν, τοῦ ἐλέους Κυρίου πλήρης ἡ γῆ.                                        |
| 6  | בִּדְבַ֣ר יְ֭הֹוָה שָׁמַ֣יִם נַעֲשׂ֑וּ וּבְר֥וּחַ פִּ֝֗יו כׇּל־צְבָאָֽם׃       | Por la palabra del Señor fueron hechos los cielos, y todo el ejército de ellos por el aliento de su boca. | τῷ λόγῳ τοῦ Κυρίου οἱ οὐρανοὶ ἐστερεώθησαν καὶ τῷ πνεύματι τοῦ στόματος αὐτοῦ πᾶσα ἡ δύναμις αὐτῶν· |
| 7  | כֹּנֵ֣ס כַּ֭נֵּד מֵ֣י הַיָּ֑ם נֹתֵ֖ן בְּאוֹצָר֣וֹת תְּהוֹמֽוֹת׃           | Él reúne las aguas del mar como en un montón; guarda en depósitos las profundidades.                      | συνάγων ὡσεὶ ἀσκὸν ὕδατα θαλάσσης, τιθεὶς ἐν θησαυροῖς ἀβύσσους.                                    |
| 8  | יִֽירְא֣וּ מֵ֭יְהֹוָה כׇּל־הָאָ֑רֶץ מִמֶּ֥נּוּ יָ֝ג֗וּרוּ כׇּל־יֹשְׁבֵ֥י תֵבֵֽל׃  | Toda la tierra tema al Señor; todos los habitantes del mundo teman ante él.                               | φοβηθήτω τὸν Κύριον πᾶσα ἡ γῆ, ἀπ᾿ αὐτοῦ δὲ σαλευθήτωσαν πάντες οἱ κατοικοῦντες τὴν οἰκουμένην·     |
| 9  | כִּ֤י ה֣וּא אָמַ֣ר וַיֶּ֑הִי הֽוּא־צִ֝וָּ֗ה וַֽיַּעֲמֹֽד׃               | Porque él habló, y fue hecho; él mandó, y existió.                                                        | ὅτι αὐτὸς εἶπε καὶ ἐγενήθησαν, αὐτὸς ἐνετείλατο καὶ ἐκτίσθησαν.                                     |
| 10 | יְֽהֹוָ֗ה הֵפִ֥יר עֲצַת־גּוֹיִ֑ם הֵ֝נִ֗יא מַחְשְׁב֥וֹת עַמִּֽים׃         | El Señor frustra los planes de las naciones; frustra los designios de los pueblos.                        | Κύριος διασκεδάζει βουλὰς ἐθνῶν, ἀθετεῖ δὲ λογισμοὺς λαῶν καὶ ἀθετεῖ βουλὰς ἀρχόντων·               |
| 11 | עֲצַ֣ת יְ֭הֹוָה לְעוֹלָ֣ם תַּעֲמֹ֑ד מַחְשְׁב֥וֹת לִ֝בּ֗וֹ לְדֹ֣ר וָדֹֽר׃      | El consejo del Señor permanece para siempre, los pensamientos de su corazón para todas las generaciones.  | ἡ δὲ βουλὴ τοῦ Κυρίου εἰς τὸν αἰῶνα μένει, λογισμοὶ τῆς καρδίας αὐτοῦ εἰς γενεὰν καὶ γενεάν.        |
| 12 | אַשְׁרֵ֣י הַ֭גּוֹי אֲשֶׁר־יְהֹוָ֣ה אֱלֹהָ֑יו הָעָ֓ם ׀ בָּחַ֖ר לְנַחֲלָ֣ה לֽוֹ׃ | Bendita es la nación cuyo Dios es el Señor, y el pueblo que él ha elegido como su herencia.               | μακάριον τὸ ἔθνος, οὗ ἐστι Κύριος ὁ Θεὸς αὐτοῦ, λαός, ὃν ἐξελέξατο εἰς κληρονομίαν ἑαυτῷ.           |
| 13 | מִ֭שָּׁמַיִם הִבִּ֣יט יְהֹוָ֑ה רָ֝אָ֗ה אֶֽת־כׇּל־בְּנֵ֥י הָאָדָֽם׃          | El Señor mira desde los cielos; ve a todos los hijos de los hombres.                                      | ἐξ οὐρανοῦ ἐπέβλεψεν ὁ Κύριος, εἶδε πάντας τοὺς υἱοὺς τῶν ἀνθρώπων·                                 |
| 14 | מִֽמְּכוֹן־שִׁבְתּ֥וֹ הִשְׁגִּ֑יחַ אֶ֖ל כׇּל־יֹשְׁבֵ֣י הָאָֽרֶץ׃            | Desde el lugar de su morada, él mira a todos los habitantes de la tierra.                                 | ἐξ ἑτοίμου κατοικητηρίου αὐτοῦ ἐπέβλεψεν ἐπὶ πάντας τοὺς κατοικοῦντας τὴν γῆν,                      |
| 15 | הַיֹּצֵ֣ר יַ֣חַד לִבָּ֑ם הַ֝מֵּבִ֗ין אֶל־כׇּל־מַעֲשֵׂיהֶֽם׃             | l forma sus corazones por igual; considera todas sus obras.                                               | ὁ πλάσας κατὰ μόνας τὰς καρδίας αὐτῶν, ὁ συνιεὶς πάντα τὰ ἔργα αὐτῶν.                               |
| 16 | אֵֽין־הַ֭מֶּלֶךְ נוֹשָׁ֣ע בְּרׇב־חָ֑יִל גִּ֝בּ֗וֹר לֹא־יִנָּצֵ֥ל בְּרׇב־כֹּֽחַ׃   | No hay rey que se salve por el número de sus soldados; ni el hombre valiente se libra por su gran fuerza. | οὐ σῴζεται βασιλεὺς διὰ πολλὴν δύναμιν, καὶ γίγας οὐ σωθήσεται ἐν πλήθει ἰσχύος αὐτοῦ.              |
| 17 | שֶׁ֣קֶר הַ֭סּוּס לִתְשׁוּעָ֑ה וּבְרֹ֥ב חֵ֝יל֗וֹ לֹ֣א יְמַלֵּֽט׃           | El caballo es vanidad para la seguridad; ni por su gran fuerza puede librar a nadie.                      | ψευδὴς ἵππος εἰς σωτηρίαν, ἐν δὲ πλήθει δυνάμεως αὐτοῦ οὐ σωθήσεται.                                |
| 18 | הִנֵּ֤ה עֵ֣ין יְ֭הֹוָה אֶל־יְרֵאָ֑יו לַֽמְיַחֲלִ֥ים לְחַסְדּֽוֹ׃         | He aquí, el ojo del Señor está sobre los que le temen, sobre los que esperan en su misericordia;          | ἰδοὺ οἱ ὀφθαλμοὶ Κυρίου ἐπὶ τοὺς φοβουμένους αὐτὸν τοὺς ἐλπίζοντας ἐπὶ τὸ ἔλεος αὐτοῦ,              |
| 19 | לְהַצִּ֣יל מִמָּ֣וֶת נַפְשָׁ֑ם וּ֝לְחַיּוֹתָ֗ם בָּרָעָֽב׃                | Para librar sus almas de la muerte y mantenerlos con vida en el hambre.                                   | ῥύσασθαι ἐκ θανάτου τὰς ψυχὰς αὐτῶν καὶ διαθρέψαι αὐτοὺς ἐν λιμῷ.                                   |
| 20 | נַ֭פְשֵׁנוּ חִכְּתָ֣ה לַֽיהֹוָ֑ה עֶזְרֵ֖נוּ וּמָגִנֵּ֣נוּ הֽוּא׃           | Nuestra alma espera al Señor; él es nuestra ayuda y nuestro escudo.                                       | ἡ ψυχὴ ἡμῶν ὑπομενεῖ τῷ Κυρίῳ, ὅτι βοηθὸς καὶ ὑπερασπιστὴς ἡμῶν ἐστιν·                              |
| 21 | כִּי־ב֭וֹ יִשְׂמַ֣ח לִבֵּ֑נוּ כִּ֤י בְשֵׁ֖ם קׇדְשׁ֣וֹ בָטָֽחְנוּ׃           | Porque nuestro corazón se regocijará en él, porque hemos confiado en su santo nombre.                     | ὅτι ἐν αὐτῷ εὐφρανθήσεται ἡ καρδία ἡμῶν, καὶ ἐν τῷ ὀνόματι τῷ ἁγίῳ αὐτοῦ ἠλπίσαμεν.                 |
| 22 | יְהִי־חַסְדְּךָ֣ יְהֹוָ֣ה עָלֵ֑ינוּ כַּ֝אֲשֶׁ֗ר יִחַ֥לְנוּ לָֽךְ׃           | Sea tu misericordia, oh Señor, sobre nosotros, según esperamos en ti.                                     | γένοιτο, Κύριε, τὸ ἔλεός σου ἐφ᾿ ἡμᾶς, καθάπερ ἠλπίσαμεν ἐπὶ σέ.                                    |

## Comentarios

### De la iglesia católica

#### A todo el salmo
El Salmo 33 retoma el llamado a la alegría de los justos expresado al final del Salmo 32 (v. 11) y lo desarrolla en forma de alabanza. Es un himno que exalta a Dios por su fidelidad, su poder creador, su elección de Israel y su cuidado sobre toda la humanidad. La estructura es la propia de un salmo de alabanza: comienza con una invitación a cantar al Señor con alegría y con instrumentos (vv. 1-3). Luego presenta los motivos de esa alabanza: Dios es fiel y justo, y su amor llena la tierra (vv. 4-5); su palabra ha creado el universo (vv. 6-9); su voluntad prevalece sobre los planes humanos (vv. 10-11); ha elegido a Israel como pueblo suyo (v. 12); y observa y cuida a todos los hombres, especialmente a los que lo temen (vv. 13-19). Termina con una confesión de confianza y una súplica comunitaria: el pueblo espera en el Señor y pide que su amor los acompañe (vv. 20-22).
El salmo afirma que Dios ve y conoce a cada persona (vv. 13-15) y protege a quienes confían en Él (v. 18), como ya había prometido en el Salmo 32,8. El amor de Dios, que allí era experimentado por el orante (cf. 31,8) y proclamado para los que confían, aquí se extiende a toda la tierra (v. 5). En la liturgia cristiana, este salmo se canta no solo por los motivos mencionados, sino también por la revelación plena de Dios en Jesucristo, en quien se manifiestan su fidelidad, su poder creador y su amor salvador.

#### A los versículos 1-12
Agustín de Hiponaexplica que el «cántico nuevo» del versículo 3 del Salmo 33 es el canto del hombre renovado por Dios. No se trata solo de una canción distinta o reciente, sino del fruto de una vida transformada. Alabar a Dios con un cántico nuevo significa vivir de manera nueva, con un corazón purificado por la gracia. En la liturgia del Antiguo Testamento, la alabanza se acompañaba con instrumentos como la cítara y el arpa, utilizados por los levitas en las ceremonias del Templo. Esto muestra que la alabanza exige no solo rectitud interior, sino también una expresión solemne y ordenada. La expresión «cántico nuevo» aparece en otros salmos (Salmo 96,1; 98,1) y hace referencia a la respuesta del pueblo ante una nueva intervención salvadora de Dios. Cada acto de Dios en la historia requiere una respuesta de gratitud actual, por eso la alabanza, aunque se repita, siempre es nueva cuando nace de una fe viva y de la experiencia concreta del amor de Dios.

Cada uno se pregunta cómo cantará a Dios. Cántale, pero hazlo bien. Él no admite un canto que ofenda sus oídos. Cantad bien, hermanos. (…) ¿Quién, pues, se prestará a cantar con maestría para Dios, que sabe juzgar del cantor, que sabe escuchar con oídos críticos? (…) He aquí que Él mismo te sugiere la manera cómo has de cantarle: no te preocupes por las palabras, como si éstas fuesen capaces de expresar lo que deleita a Dios. Canta con júbilo. Éste es el canto que agrada a Dios, el que se hace con júbilo. ¿Y qué quiere decir cantar con júbilo? Darse cuenta de que no podemos expresar con palabras lo que siente el corazón.

#### A los versículos 13-22
El Salmo 33 muestra que Dios cuida a todos los hombres porque los ha creado y conoce su interior (vv. 13-15). Ningún ser humano, por fuerte que sea —ni el rey ni el guerrero— puede salvarse por sus propios medios (vv. 16-17). Solo el auxilio de Dios da verdadera seguridad (vv. 18-19). La comunidad que escucha esta proclamación responde con confianza y alegría: se apoya en el Señor, se alegra en Él y espera en su amor (vv. 20-22). El «santo Nombre» en el que confían (v. 21) es el que Dios reveló a Moisés en la zarza ardiente: «Yo soy el que soy», nombre que expresa su presencia fiel junto a su pueblo.
Desde la fe cristiana, este salmo se interpreta en clave trinitaria. El versículo 6 —«Por la palabra del Señor fueron hechos los cielos y por el soplo de su boca todo su ejército»— se entiende como referencia al Hijo (la Palabra) y al Espíritu Santo (el soplo). Junto al Padre, obran inseparablemente en la creación. Esta verdad, anticipada en el Antiguo Testamento ( Gn 1,2-3; Sal 104,30), es afirmada con claridad en la doctrina cristiana: el mundo ha sido creado por el Padre, por medio del Hijo y en el Espíritu Santo.

Sólo existe un Dios…: es el Padre, es Dios, es el Creador, es el Autor, es el Ordenador. Ha hecho todas las cosas por sí mismo, es decir, por su Verbo y por su Sabiduría” “por el Hijo y el Espíritu”, que son como “sus manos”. La creación es la obra común de la Santísima Trinidad

## Usos

### Judaísmo
- Se recita en su totalidad durante el Pesukei Dezimra en Sabbat, Yom Tov y Hoshaná Rabá.[14]
- Se recita durante Tashlij.[14]
- Se recita en los días de ayuno Behab en algunas tradiciones.[15]
- El versículo 1 es parte de Shochein Ad.[14]
- El versículo 10 es el décimo verso de Yehi Kivod en Pesukei Dezimra. El versículo 11 es el duodécimo verso de Yehi Kivod. El versículo 9 es el decimotercer verso de Yehi Kivod.[14]
- El versículo 15 se encuentra en el Tratado de Rosh Hashaná 1:2.[16]
- Los versículos 20-22 son del segundo al cuarto versículo de Hoshia Et Amecha de Pesukei Dezimra.[14]
- El versículo 22 es parte del párrafo final de Tajanún[14] y Baruch Hashem L'Olam durante Arvit.[17]
- Es el Salmo del día para BaHaB (un ayuno el lunes, jueves y el lunes siguiente) según Siddur Avodas Yisrael y Siddur Beis Ya'akov.[18]

### Nuevo Testamento
- El Salmo 33:6, «Por la palabra de Jehová fueron hechos los cielos»,[19] se alude en Hebreos 11:3: «Por la fe sabemos que el universo fue hecho por mandato de Dios».[20]

### Iglesia católica
Este salmo se reza en la Liturgia de las horas en la hora de Laudes de los martes de la primera semana. Para facilitar la comprensión en la Liturgia de las horas se le asigna a cada salmo un título en rojo (rúbrica) que no forma parte del salmo. El título del Salmo 33 es Himno al poder y a la providencia de Dios.

## Versículo 7
Él junta las aguas del mar como un montón;
Pone el abismo en almacenes.
Alternativamente, «como un montón» puede leerse como «en un recipiente», o «en un odre».